# 尼崎市立小田北中学校
尼崎市立小田北中学校（あまがさきしりつ おだきたちゅうがっこう）は、兵庫県尼崎市神崎町にある公立中学校である。

## 概要
尼崎市の小田地域にあり、敷地のすぐ東を山陽新幹線の線路が通る。2023年度の全校生徒数は411人で、各学年4学級の編成。

### 校歌
- 作詞：喜志邦三[3]
- 作曲：大阪音楽短期大学[3]

## 歴史
- 1949年（昭和24年）6月5日 - 尼崎市立小田北中学校創立[4]。
- 1960年（昭和35年） 5月29日 - 火災のため19教室および校長室などが焼失。下坂部小、小田南中を仮校舎とする[4]。
- 1961年（昭和36年） 5月5日 - 新校舎落成式[4]。
- 1972年（昭和47年） 3月31日 - 移転による新校舎落成式[4]。
- 1978年（昭和53年）11月4日 - 創立30周年記念行事を実施[4]。
- 1996年（平成8年） 3月21日 - 阪神・淡路大震災の復旧工事が完成[4]。
- 1999年（平成11年）11月20日 - 創立50周年記念式典を実施[4]。
- 2019年（令和元年）10月26日 - 創立70周年記念式典を実施[4]。

## 部活動

### 運動部
- 卓球部
- 女子ソフトテニス部
- バスケットボール部
- 女子バスケットボール部
- 野球部
- 陸上競技部
- サッカー部
- 柔道部

### 文化部
- 吹奏楽部
- 茶華道部
- 理科部
- 美術部

## 校区
- 尼崎市立下坂部小学校区の一部
- 尼崎市立浜小学校区の一部

## 交通アクセス
- 阪急神戸本線 園田駅より1.4km。

## 出身者
- モーゼス夢（モデル、元陸上競技選手）

## 校区が隣接している学校
- 尼崎市立小田中学校
- 尼崎市立大成中学校
- 尼崎市立小園中学校
- 尼崎市立園田東中学校